# Gustav Schumann

Gustav Schumann

Gustav Schumann (* 16. Oktober 1879 in Jüterbog; † 16. März 1956 in Bad Sachsa) war ein deutscher Politiker (SPD) und Reichstagsabgeordneter in der Weimarer Republik.

## Leben
Gustav Schumann, unehelich geboren, besuchte die Volksschule in Jüterbog. Anschließend machte er in Berlin eine Lehre zum Bürogehilfen und besuchte eine Arbeiterbildungsschule. 1900 trat er in die SPD ein. Schumann arbeitete bis 1908 als Anwaltsgehilfe und Buchhalter. Er absolvierte die zentrale Parteischule der SPD in Berlin und arbeitete von August 1908 bis September 1910 beim Sozialdemokratischen Pressebüro in Berlin.
Im Oktober 1910 wurde er Redakteur des Volksboten in Stettin. Diese Tätigkeit übte er, mit Unterbrechung durch seine Kriegsteilnahme von 1914 bis 1918, bis Januar 1930 aus. Von 1913 bis 1930 war er Stadtverordneter in Stettin. 1914 übernahm er den Aufsichtsratsvorsitz des Konsumvereins Stettin und den Vorsitz des Bezirksbildungsausschusses von Pommern.
1919 wurde er Mitglied des SPD-Bezirksvorstands, dem er bis 1933 angehörte. Von 1919 bis 1921 war er Mitglied der Verfassunggebenden Preußischen Landesversammlung. Von 1921 bis 1925 war er Mitglied des Provinziallandtags der Provinz Pommern; er wurde im Wahlkreis Stettin gewählt. Der Provinziallandtag wählte ihn für den Zeitraum von Mai 1921 bis Februar 1926 als Mitglied in den Preußischen Staatsrat. 1924 übernahm er den Vorsitz des SPD-Bezirksvorstandes Pommern und wurde Mitglied des zentralen SPD-Parteiausschusses. Von 1924 bis 1933 gehörte er dem Reichstag für den Wahlkreis 6 (Pommern) an. Von 1924 bis 1933 war er Vorstandsmitglied des Pommerschen Städtetags.
Seit Februar 1930 besoldeter Stadtrat in Stettin, wurde er 1933 aus dem Dienst entlassen.
In der Zeit des Nationalsozialismus wurde Gustav Schumann mehrfach inhaftiert. In dieser Zeit verlegte er seinen Wohnsitz in den Harz und eröffnete ein Fuhrgeschäft. Im August 1944 wurde er im Rahmen der Aktion Gitter festgenommen, im KZ Buchenwald (Häftlingsnummer 5659) interniert und im Januar 1945 entlassen.
Nach 1945 übernahm er den Vorsitz der SPD in Bad Sachsa, wo er von November 1945 bis März 1953 dem Stadtrat angehörte. Von September 1948 bis Dezember 1949 war er Bürgermeister der Stadt. Er gehörte von 1948 bis 1952 dem Kreistag des Landkreises Osterode an und war in den Jahren 1951/52 Erster Kreisdeputierter. 1953 ging er in den Ruhestand.